# Munmu de Silla
O rei Munmu Wang (Hangul:문무왕, Hanja:文武 王, 626-681), foi o trigésimo rei do reino coreano de Silla, um dos Três Reinos da Coreia reinou de 661 a 681. . Ele é considerado o primeiro governante de Silla Unificada. Munmu era ilho do rei Muyeol e de Munmyeong, que era a irmã mais nova do general Kim Yusin. Sob o reinado de seu pai, ele ocupou o cargo de pajinchan, que era o responsável pelos assuntos marítimos, e desempenhou um papel fundamental no desenvolvimento das relações diplomáticas do país com a Dinastia Tang da China. Seu nome de nascimento era Kim Beopmin (Hangul: 김법민, Hanja: 金 法 敏), e adotou o nome Munmu quando sucedeu seu pai no trono.

## Reinado
O Rei Munmu assumiu o trono no meio de um longo conflito contra Baekje e Koguryo, pouco depois de Baekje ter sido derrotada em Sabi pelo general Kim Yusin em 660. Nessas lutas, Silla teve o apoio dos Tang.
Os primeiros anos de seu reinado foram gastos tentando derrotar Koguryo, após uma tentativa fracassada em 661. Finalmente, em 667, ordenou outro ataque que levou à derrota de Koguryo em 668. Depois que os pequenos bolsões isolados de resistência foram eliminados, Munmu foi o primeiro governante a ver a península coreana completamente unificada.

### Guerra contra Tang
Após a queda de Koguryo, Tang criou o Protetorado Geral para pacificar o Oriente e tentou colocar toda a península coreana, incluindo Silla, sob o seu domínio. Para evitar isso, Munmu forjou alianças com líderes da resistência de Koguryo, como Geom Mojam e Anseung, e lançou um ataque frontal às forças Tang que ocupavam os antigos territórios de Baekje. A luta durou até o início da década de 670.
Em 675, o general tang Li Jinxing atacou Silla com tropas da etnia Mohe. No entanto, as forças Tang foram derrotadas pelo exército Silla na Fortaleza de Maeso.  Com a derrota o Imperador Gaozong ordenou a retirada das forças Tang da Península Coreana e transferiu o Protetorado Geral para Pacificar o Leste para Liaodong, permitindo que Silla acabasse expulsando Tang da Península Coreana e unificando as partes da península ao sul do Rio Taedong. Esta vitória, e a manutenção da independência de Silla, é geralmente considerada como um ponto crítico na história coreana. 

### Final do reinado
Munmu governou Silla durante vinte anos, até adoecer em 681. No seu leito de morte, deixou seu último testamento, e abdicou do trono em favor de seu filho, o Príncipe Sinmun. Antes de morrer, disse: "Um país não deve ficar sem um rei a qualquer momento. Deixe o príncipe ter a minha coroa antes que ele tenha o meu caixão. Creme meus restos e espalhe as cinzas no mar onde as baleias vivem. Eu me tornarei um dragão e impedirei a invasão estrangeira". O Rei Sinmun fez o que seu pai pediu e espalhou suas cinzas sobre Taewangam (a Rocha do Grande Rei), uma pequena ilhota rochosa a cerca de cem metros da costa coreana. Além disso, o Rei Sinmun construiu o Templo Gomun (o Templo da Bênção Apreciada) e dedicou-o a seu pai, construiu um canal para o dragão do mar chegar e partir do mar para a terra, e construiu um pavilhão, Eegun, com vista para o ilhota para que futuros reis pudessem prestar seus respeitos ao grande Rei Munmu. 
Em um sonho, o Rei Munmu e o famoso general Kim Yusin apareceram ao Rei Sinmun e disseram-lhe: "Soprar uma flauta de bambu acalma os céus e a terra". O Rei Sinmun despertou do sonho, cavalgou para o mar e recebeu a flauta de bambu Monposikjuk. Dizia-se que o sopro da flauta de bambu invocava os espíritos do Rei Munmu e do general Kim Yusin e que repeliria as tropas inimigas, curaria doenças, traria chuva durante a seca e deteria as chuvas nas enchentes.[carece de fontes?]